# Rhodopeziza tuberculata
Rhodopeziza tuberculata är en svampart som först beskrevs av Gamundí, och fick sitt nu gällande namn av J. Moravec & Hohmeyer 1995. Rhodopeziza tuberculata ingår i släktet Rhodopeziza och familjen Pezizaceae.   Inga underarter finns listade i Catalogue of Life.